# Zell (Mosel)
Zell (Mosel) är en stad vid floden Mosel i distriktet (Landkreis) Cochem-Zell i förbundslandet Rheinland-Pfalz i Tyskland. Staden har liksom andra orter vid Mosel en betydande vinproduktion. Staden ingår i kommunalförbundet Verbandsgemeinde Zell (Mosel) tillsammans med ytterligare 23 kommuner.
Genom staden går en järnvägslinje (station Bullay) och förbundsvägarna B49, B53 samt B421.
Från cirka 500 f.Kr. beboddes Mosels dalgång av kelterna och några ortsdelar vid Zells utkant har fortfarande keltiska namn (bland annat Kaimt och Merl). Ungefär 50 f.Kr. erövrades området av romarna och de etablerade omkring året 70 en handelsstation vid floden (cellae). 475 faller regionen till Frankerriket. Fram till 1229 byggs en ringmur samt flera torn kring samhället som är delvis bevarade. Mellan 1460 och 1593 hölls flera administrativa möten (Landtage) inom Kurfurstendömet Trier i Zell. Under trettioåriga kriget plundras staden av svenska trupper och även under Pfalziska tronföljdskriget skadas staden svårt. I samband med den Franska revolutionen blir Zell 1794 en del av Frankrike. Efter Napoleonkrigen övergår regionen och staden till kungariket Preussen. 1884 och 1857 drabbas Zell av förödande stadsbränder. 1946 ingår Zell i det nybildade förbundslandet Rheinland-Pfalz.
I rådhuset finns förutom stadens förvaltning en turistbyrå, ett bibliotek och ett museum över vinproduktionen.

## Vänorter
- Crépy-en-Valois, Frankrike
- Antoing, Belgien
- Triptis, Tyskland, Thüringen